# کی اوچیاما
کی اوچیاما (ژاپنی: 内山 圭؛ زادهٔ ۱۹ ژوئیهٔ ۱۹۹۳) یک بازیکن فوتبال اهل ژاپن است.
از باشگاه‌هایی که در آن بازی کرده‌است می‌توان به باشگاه فوتبال رواسو کوماموتو اشاره کرد.